# جوش جيبسون
جوشوا جيبسون (بالإنجليزية: Josh Gibson) (21 من ديسمبر 1911م - 20 من يناير 1947م) هو متلقي كرات لعب في بطولات دوري الزنوج. لعب جوشوا مع فريق هومستيد غرايز منذ عام 1930م حتى 1931م، وانتقل إلى بيتسبرغ كروفوردز منذ عام 1932 حتى 1936، ثم عاد إلى فريق غرايز من عام 1937 حتى 1939، ومن عام 1942 حتى 1946. وفي عام 1937، لعب مع فريق سيوداد تروخيلو في دوري دومينيكان تريخيلو. ومن عام 1940 حتى 1941، لعب في الدوري المكسيكي مع فريق روخوس ديل أجيلا دي فيراكروس. عمل جيبسون كمدير عام لفريق سانتورثي كرابرز، والذي يُعَد أحد الامتيازات التاريخية في دوري بورتوريكو للبيسبول. كان طوله واقفًا 6 أقدام و1 بوصة (185 سم)، ووزنه 210 أرطال (95 كجم) في ذروة حياته المهنية.
ويعتبر مؤرخو البيسبول جيبسون واحدًا من أفضل متلقي الكرات وصاحبي الضربات الأقوى في تاريخ أي دوري، بما في ذلك بطولات الدوري الرئيسة، وقد تم اختياره للانضمام إلى قاعة مشاهير البيسبول في عام 1972. وكان يُعرَف باسم بيب روث الأسود". (وفي الحقيقة، فإن بعض المشجعين ممن رأوا كلاً من جيبسون وروث أثناء لعبهما أطلقوا على روث اسم "جوش جيبسون الأبيض".)  لم يحدث قط أن لعب جوش في دوري البيسبول الرئيس لأنه وفقًا لسياسة "ميثاق الشرف" غير المكتوبة، كان غير البيض يُستبعَدون من هذا الدوري طوال فترة حياته.

## كتابات أخرى
- Brashler, William. Josh Gibson: a Life in the Negro Leagues. Harper & Row, 1978.
- Buckley, James Jr. 1,001 Facts About Hitters. DK Publishing, 2004.
- Figueredo, Jorge. Cuban Baseball: A Statistical History. McFarland & Company, 2003.
- Holway, John. The Complete Book of Baseball's Negro Leagues. Hastings House, 2001.
- Lester, Larry. Black Baseball's National Showcase. University of Nebraska Press, 2001.
- Peterson, Robert. Only the Ball Was White. Gramercy, 1970.
- Ribowsky, Mark. Josh Gibson The Power and The Darkness. University of Illinois Press, 2004.
- Riley, James. The Biographical Encyclopedia of the Negro Baseball Leagues. Carrol & Graf, 1994.
- Rogosin, Donn. Invisible Men. Atheneum, 1983.
- Snyder, Brad. Beyond the Shadow of the Senators. McGraw-Hill, 2004.
- Treto Cisneros, Pedro. The Mexican League: Comprehensive Player Statistics. McFarland & Company, 2002.

## وصلات خارجية
- جوش جيبسون على موقعبيزبول رفرنس.كوم (الدوري الرئيسي) (الإنجليزية)
- جوش جيبسون على موقعبيزبول رفرنس.كوم (الدوري الثانوي) (الإنجليزية)
- جوش جيبسون على موقع قاعة مشاهير كرة القاعدة (الإنجليزية)
- جوش جيبسون على موقع قاعة جورجيا للمشاهير الرياضية (مؤرشف) (الإنجليزية)

- Josh Gibson page at Pace University
- Georgia Sports Hall of Fame
- News article on 2004 compilation of Negro League statistics - Includes home run to at-bat ratio comparison.
- ESPN Sportcentury article on Josh Gibson
- Josh Gibson at Baseball-Reference.com Bullpen
- An opera about Josh Gibson in the Wall Street Journal